# Roland Rasi
Roland Claude Rasi (* 18. August 1945 in Basel) ist ein Schweizer Bankmanager und Rechtsanwalt.

## Leben
Roland Rasi wurde 1974 an der Universität Basel als Jurist promoviert. Er trat in die Schweizerische Kreditanstalt ein und war Geschäftsführer derer Tochtergesellschaft Bank Leu. Im Jahr 1993 trat er in die Geschäftsleitung des Schweizerischen Bankvereins ein und wurde Generaldirektor Schweiz. Rasi schied 1996 im Zug einer Umstrukturierung aus der Bank aus.
Von 1982 bis 1983 war Rasi Präsident des Fussballclubs FC Basel.
Rasi war als Miliz-Generalstabsoffizier Kommandant des Basler Infanterieregiments 22.